# Lasiommata
Lasiommata is een geslacht van vlinders uit de familie Nymphalidae.

## Soorten
- Lasiommata adrastoides (Bienert, 1870)
- Lasiommata deidamia (Eversmann, 1851)
- Lasiommata felix (Warnecke, 1929)
- Lasiommata hefengana Chou & Zhang, 1994
- Lasiommata hindukushica (Wyatt & Omoto, 1966)
- Lasiommata kasumi Yoshino, 1995
- Lasiommata maderakal (Guérin-Méneville, 1849)
- Lasiommata maera (Linnaeus, 1758) - Rotsvlinder
- Lasiommata maerula C. & R. Felder, 1867
- Lasiommata majuscula (Leech, 1892)
- Lasiommata meadewaldoi (Rothschild, 1917)
- Lasiommata megera (Linnaeus, 1767) - Argusvlinder
- Lasiommata menava Moore, 1865
- Lasiommata minuscula (Oberthür, 1923)
- Lasiommata paramegaera (Hübner, 1824) - Vale argusvlinder
- Lasiommata petropolitana (Fabricius, 1787) - Kleine argusvlinder
- Lasiommata schakra (Kollar, 1844)